# Lexington Sporting Club
Maillots
Actualités
Dernière mise à jour : 6 mars 2025.
Lexington Sporting Club est un club de football professionnel américain fondé en 2021 et basé à Lexington dans le Kentucky.

## Histoire
Fondé en 2021 en tant qu'équipe d'expansion de l'USL League One (la troisième division du football des États-Unis), le club compte deux équipes professionnelles et trois équipes amateurs. L’équipe première évolue en USL Championsip, l’équipe féminine en USL Super League.
Le 5 octobre 2021, la United Soccer League a annoncé que Tower Hill Sports s'était vu attribuer une équipe d'expansion de l'USL League One lors de la saison 2023. Provisoirement nommée « Lexington Pro Soccer », l'équipe dévoile ses couleurs officielles, son écusson et son image de marque sous le nom de '''Lexington Sporting Club''' le 22 mars 2022.
Le match inaugural du club a eu lieu contre One Knoxville SC le 18 mars 2023, où ils se sont inclinés 1-2, Don Smart marque le premier but de l'histoire du club sur penalty à la 28e minute. Lexington a remporté son premier match le 15 avril 2023, lors d'une victoire 2-1 contre le Tormenta FC au Toyota Stadium.
À la fin de la saison inaugurale, le LSC a terminé 9e au classement de l'USL League One et devient le vainqueur en titre du Supporters Shield.
Il a été annoncé le 13 août 2024 que Lexington quitterait l'USL League One et rejoindrait l'USL Championship pour la saison 2025.

## Stade
Les équipes professionnelles du club jouent au Lexington SC Stadium, un stade de 7 500 places destiné au football inauguré en septembre 2024 par l'équipe féminine évoluant en USL Super League. Avant l'ouverture du nouveau stade, Lexington jouait au Toyota Stadium à Georgetown.

### Saison inaugurale
En mai 2023, l'USL a annoncé que le '''LSC''' serait l'une des équipes introduite en USL Super League, qui débutera en 2024 avec le Carolina Ascent FC, le Brooklyn FC, la Dallas Trinity FC, le Spokane Zephyr, Tampa Bay Sun FC, Fort Lauderdale United FC et du DC Power FC.
L'USL Super League est une ligue professionnelle de football féminin aux États-Unis. La ligue sera détenue et exploitée par la United Soccer League. Initialement prévu pour être lancée en août 2023, il est désormais prévu à partir d'août 2024.
Le 9 janvier 2024, le club a annoncé que Michael Dickey serait le premier entraîneur de l'équipe féminine pour la saison inaugurale qui devrait débuter en août 2024.

## Rivalités
Les principaux rivaux du Lexington SC sont le One Knoxville SC, Louisville City FC, et Greenville Triumph SC.
La bataille du tonneau (contre Knoxville)

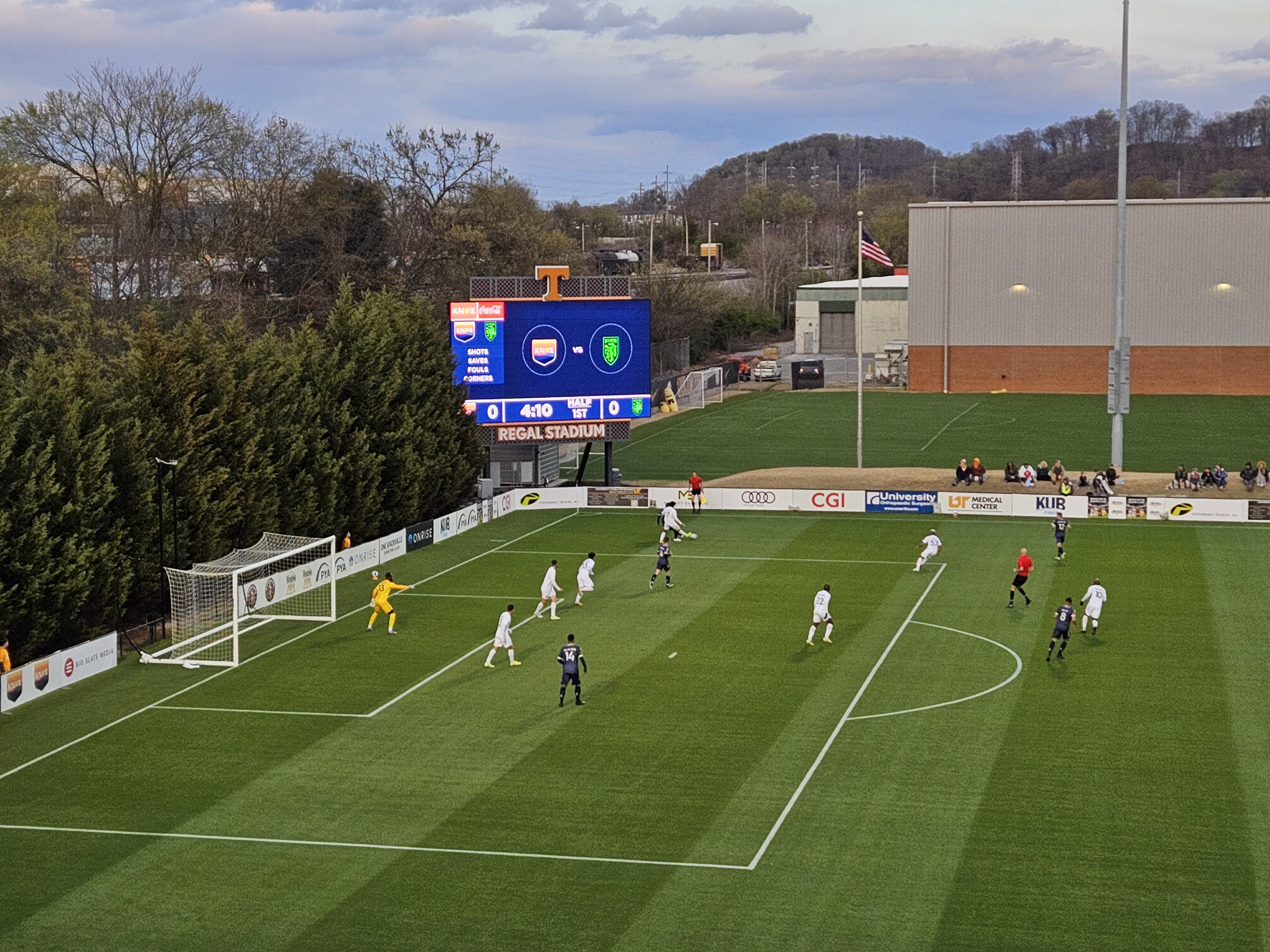
Lexington SC affronte One Knoxville SC lors du tout premier match USL1 des deux clubs.

Lexington SC et One Knoxville ont rejoint ensemble l'USL League One en tant qu'équipes d'expansion en 2023. La rivalité découle de la rivalité entre le Kentucky et le Tennessee, car Lexington abrite l'Université du Kentucky et Knoxville abrite l'Université du Tennessee. Le nom de la rivalité vient de l'ancien nom du match entre le Kentucky et le Tennessee au football universitaire où un trophée en forme de tonneau de bière était remis au vainqueur.
Rivalité entre le Lexington SC et Louisville City FC (Lexington contre Louisville)
Le Lexington SC et le Louisville City FC se sont affrontés pour la première fois en 2023 au 2e tour de l'US Open Cup. Les supporters des deux équipes ont inventé le terme « El Bluegrassico » en référence au nom du derby classique de la Liga El Clásico et au surnom du Kentucky, « The Bluegrass State ». Parallèlement à cela, lors de leur premier match, un commentateur a baptisé le match « The Kentucky Derby Derby », en référence à la culture des courses de chevaux de la ville et au Kentucky Derby.
The Green Team Gauntlet/La bataille des Verts (Lexington contre Greenville)
Cette « rivalité » a été créer par Tyler Crane de Crane Kicks Lex (blog de fans/podcast) et Gio Cañas, qui est une présence notable sur Twitter qui travaille maintenant pour le Greenville Triumph SC. Sur le terrain, la rivalité a été à la hauteur de l'ampleur médiatique, avec des faits en fin de match lors de 2 des 3 premiers matchs.

## Supporters
Les Railbirds sont le seul groupe de supporters officiellement reconnu par le club. Le groupe a été fondé en août 2022 par Jesus Robles, Sam Spencer, Jon Lunsford et Alan Clark.

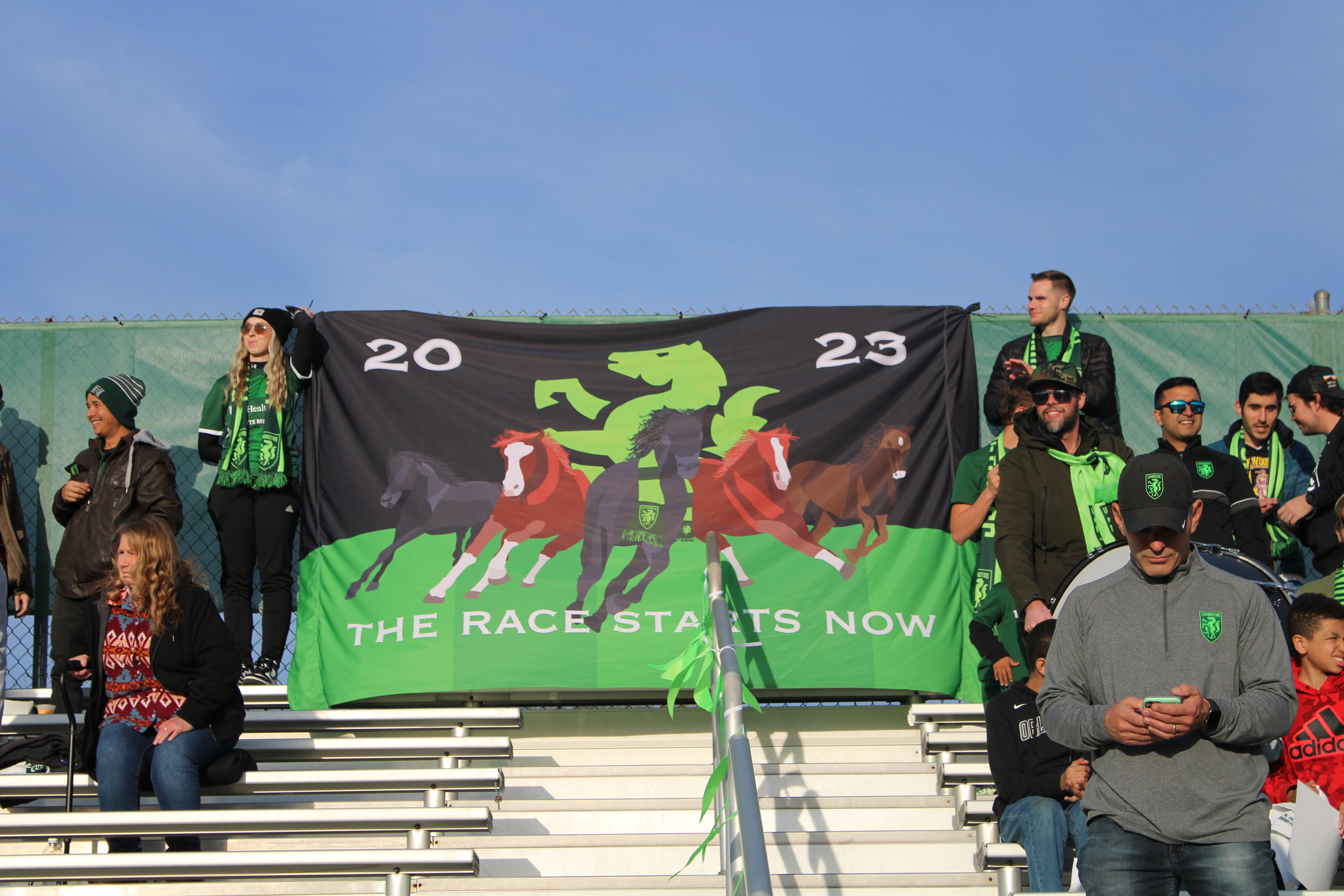
Les Railbirds dévoilent leur tifo « The Race Starts Now » avant le coup d'envoi du match inaugural à domicile au Toyota Stadium.

Le nom du groupe s'inspire du terme de course hippique « Railbird ».

## Couleurs et écusson
Selon le site Web du club, l'écusson et les couleurs sont répartis comme suit :
Typographie – « Notre nom, Lexington Sporting Club, est orné d'une typographie inspirée des fûts de bourbon. Les lettres rappellent les courbes gracieuses des fûts, donnant à notre nom le poids de l'histoire et de la tradition locales ».
Le bouclier – « Le bouclier reflète les traditions de longue date du football. La silhouette héraldique rappelle les écussons des clubs de football des débuts de ce sport à l'époque victorienne. Et la forme effilée encadre parfaitement notre cheval et notre nom ».
Le cheval – « Lexington est synonyme de chevaux, la capitale mondiale du cheval. Les gens parlent avec fierté de cet animal majestueux, athlétique et puissant. Le design de notre cheval est distinctif mais traditionnel. Le fait qu'il se cabre vers le haut donne à la crête un sentiment d'énergie et de puissance, créant un équilibre entre l'historique et le contemporain ».
Les couleurs – « Les collines vallonnées de Lexington et les forêts luxuriantes et feuillues qui soutiennent les principales industries du Kentucky – le bourbon et les chevaux – inspirent les couleurs de ce projet. Notre communauté a un fort sentiment d'appartenance et nous aimons les couleurs vertes mémorables qui dominent notre paysage ».

### Equipementier et sponsors
| Saisons                 | Equipementier | Sponsors                      |
| ----------------------- | ------------- | ----------------------------- |
| 2023–24 (USL1)          | Nike          | UK HealthCare Sports Medicine |
| 2024 (USL Super League) | Nike          | UK HealthCare Sports Medicine |
| 2023-24 (USLW)          | Nike          | Badass coffee of Hawaii       |

## Mascotte

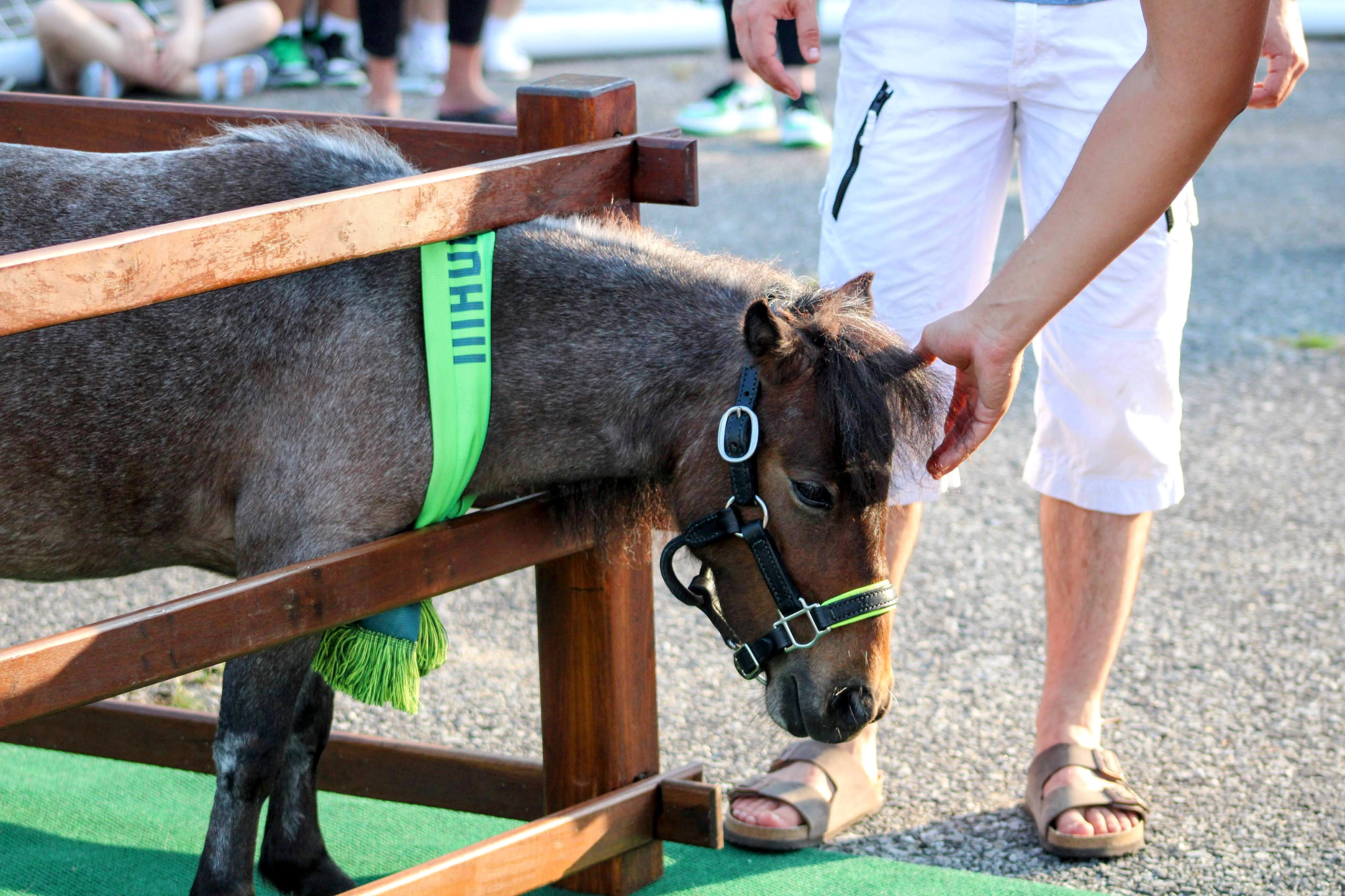
La mascotte du club, Thunder, dans son enclos avant le coup d'envoi.

Le 12 mai 2023, le LSC a annoncé sa mascotte officielle « mini », Thunder, un cheval de thérapie miniature stationné dans le coin sud-ouest du stade Toyota pendant les matchs. Thunder est très populaire parmi les fans, en particulier les plus jeunes, et a contribué au cheval vert sur le blason du club et surnommé Thunder par les fans en son honneur.

## Stade

### Lexington SC Stadium (depuis 2024)
Le Lexington SC Stadium est un stade de football situé près de l'Interstate 75, doté d'une capacité de 7 500 places qui pourrait être étendue à 11 000 avec des rénovations,,. Autour du stade se trouvent les terrains d'entraînement des équipes professionnelles masculines et féminines ainsi que les terrains de l'académie,.

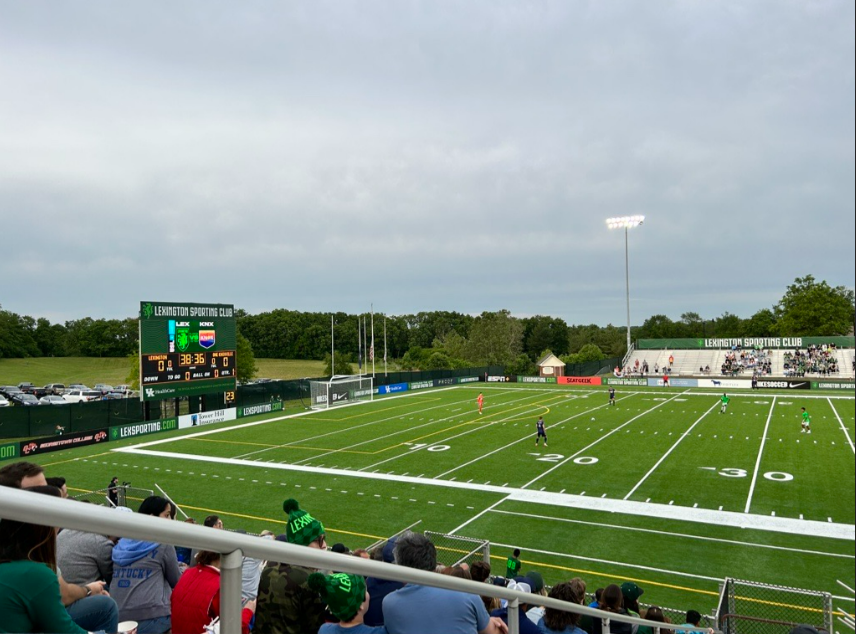
Stade Toyota à Georgetown lors d'un match du Lexington SC contre One Knoxville SC.

### Toyota Stadium (2023-2024)
Le Lexington SC a joué au Toyota Stadium pour sa saison inaugurale et une partie de sa deuxième saison.

## Personnalités du club

### Effectif actuel (2025)
Le tableau suivant liste les joueurs en prêt pour la saison 2025.
| \| N° \| P. \| Nat. \| Nom \| Date de naissance \| Sélection \| Club en prêt \| \| |    |      |     |                   |           |              |  |
| N°                                                                                 | P. | Nat. | Nom | Date de naissance | Sélection | Club en prêt |  |

| N° | P. | Nat. | Nom | Date de naissance | Sélection | Club en prêt |  |